# George Cochrane
George Augustus Frederick Cochrane (né le 26 novembre 1762) est un soldat et homme politique écossais, membre d'une famille aristocratique nombreuse et aventureuse. Il siège au Parlement de 1807 au 7 mars 1808, puis à nouveau du 10 mai 1808 à juillet 1812.

## Biographie
Il est le septième fils survivant de Thomas Cochrane (8e comte de Dundonald) et de sa deuxième épouse Jane Stuart. En tant que fils cadet, il cherche sa fortune dans l'armée; il est enseigne en 1783, lieutenant en 1787, capitaine en 1793, major et lieutenant-colonel en 1799. Cochrane quitte l'armée en 1805.
En 1807, Cochrane et son frère Andrew Cochrane-Johnstone sont élus au Parlement dans l'arrondissement pourri de Grampound avec l'aide de leur frère Basil. Il est démis de ses fonctions l'année suivante faute de qualification de propriété, mais réélu la même année et siège après une élection contestée. Il vote d'abord avec l'opposition radicale, suivant la ligne de son neveu l'amiral Thomas Cochrane, mais après 1810, il soutient le ministère conservateur de Spencer Perceval. Il démissionne en 1812 en faveur de son frère Andrew .
Sa vie après le Parlement n'est pas claire; il est encore vivant en 1832.

## Famille
Le comte de Saint-Vincent, amiral de la flotte, écrit à propos des frères Cochrane en 1806: «On ne doit pas faire confiance aux Cochranes à l'abri des regards, ils sont tous fous, romantiques, gagnants de l'argent et ne disent pas la vérité - et là n'est pas une exception dans aucune partie de la famille. "  Le frère aîné vivant de George Cochrane, Archibald Cochrane (9e comte de Dundonald) (1748–1831), est un inventeur et un entrepreneur. Ses frères Basil (1753-1826) et John Cochrane (1750-1801) font fortune en tant que payeurs et avitailleurs. Alexander Cochrane (1758–1832) est un amiral. Andrew (1767–1833) est un soldat, un homme d'affaires et un aventurier qui a fui le pays après avoir été reconnu coupable de la grande fraude à la bourse de 1814.